# ASA Târgu Mureș
ASA Târgu Mureș war ein rumänischer Fußballverein aus Târgu Mureș. Er spielte zuletzt in der zweiten rumänischen Spielklasse, der Liga II.

## Geschichte
Der Fotbal Club Municipal Târgu Mureș (deutsch Städtischer Fußballclub Târgu Mureș) wurde im Jahr 2008 als Nachfolgeverein des Drittligisten Trans-Sil Târgu Mureș gegründet. Nachdem im Juni 2008 eine Fusion mit Forex Brașov gescheitert war, kaufte der Verein stattdessen den Platz von Unirea Sânnicolau Mare in der Liga II. Er wird von der Stadt Târgu Mureș finanziell unterstützt und soll an die Tradition von AS Armata Târgu Mureș und CS Târgu Mureș anknüpfen, die beide nicht mehr existieren, aber jahrelang in der höchsten rumänischen Fußballliga, der Divizia A gespielt haben.
Bereits im ersten Jahr seines Bestehens verpasste der Verein unter dem Trainer Cosmin Bodea nur knapp den Aufstieg in die Liga 1. Im Folgejahr wurde Bodea nach dem 27. Spieltag entlassen, als der Aufstieg in die Liga 1 gefährdet schien. Unter dem Nachfolger Adrian Falub gelangen dem FCM sieben Siege in den verbliebenen sieben Saisonspielen, wobei allerdings zwei dieser Spiele wegen des Rückzugs der gegnerischen Teams nicht zur Austragung gekommen waren. Bereits nach sechs Spieltagen in der höchsten Spielklasse der Saison 2010/11 trennte sich der Klub von seinem Aufstiegstrainer Falub und ersetzte ihn durch Ioan Sabău, mit dem er sich im gesicherten Tabellenmittelfeld platzieren konnte. Am 26. September 2011 trat Sabău von seinem Amt zurück, nachdem der Verein in der Saison 2011/12 nur sechs Punkte in den ersten acht Ligaspielen erzielt hatte und zudem in einen Schiedsrichterskandal verwickelt war. Sein Nachfolger wurde Tibor Selymes, der nach vier Spieltagen am 2. November 2011 seinen Vertrag bereits wieder auflösen ließ. Am 3. November 2011 wurde der Italiener Maurizio Trombetta neuer Trainer des Vereins, doch bereits am 20. Januar 2012 kam es zur Trennung, nachdem sich die Vereinsführung geweigert hatte, finanziellen Zusatzforderungen Trombettas nachzukommen. Als Nachfolger wurde am 21. Januar 2012 Marius Lăcătuș vorgestellt. Nach drei sieglosen Spielen in der Rückrunde der Saison 2011/12 wurde Lăcătuș am 18. März 2012 bereits wieder entlassen und durch Rückkehrer Ioan Sabău ersetzt. Am Saisonende musste der Klub auf dem 15. Platz liegend absteigen. Nach der Saison 2017/18 wurde der Verein aufgelöst.
Im Sommer 2013 änderte der Klub seinen Namen in ASA Târgu Mureș in Anlehnung an den früheren Verein AS Armata Târgu Mureș. Die Saison 2013/14 beendete er auf dem zweiten Platz der Staffel 2 der Liga II und kehrte ins Oberhaus zurück. Während der Saison besiegten sie Steaua Bukarest in beiden Spiele jeweils mit 1:0, verpassten aber am Ende denkbar knapp den historischen Titel, denn es wurde noch nie ein Aufsteiger Meister.
In der darauffolgenden Europa-League-Saison spielten sie gegen die AS Saint-Étienne. Nach einer 0:3-Heimniederlage und einem 2:1-Auswärtssieg schieden sie jedoch direkt aus.

## Erfolge
- Aufstieg in die Liga 1: 2010, 2014
- 2. Platz in der Liga 1: 2015
- Teilnahme an der Qualifikation zur Europa League: 2015
- Rumänischer Supercup: 2015

## Ehemalige Trainer
- Cosmin Bodea (Sommer 2008 bis Mai 2010)
- Adrian Falub (Mai 2010 bis September 2010, seit März 2014)
- Ioan Sabău (September 2010 bis 26. September 2011, 18. März 2012 bis Juni 2012, Oktober 2013 bis März 2014)
- Tibor Selymes (27. September 2011 bis 2. November 2011)
- Maurizio Trombetta (3. November 2011 bis 20. Januar 2012)
- Marius Lăcătuș (21. Januar 2012 bis 18. März 2012)
- Alexandru Pelici (Juli 2012 bis August 2012)
- Daniel Isăilă (August 2012 bis März 2013)
- Mircea Cojocaru (März 2013 bis April 2013)
- Cristian Coroian (April 2013 bis Juni 2013)
- Eduard Iordănescu (Juni 2013 bis Oktober 2013)
- Ioan Sabău (Oktober 2013 bis März 2014)
- Adrian Falub (März 2014 bis September 2014)
- Cristian Pustai (September 2014 bis Dezember 2014)
- Liviu Ciobotariu (Januar 2015 bis Juni 2015)
- Dan Petrescu (Juni 2015 bis Juli 2015)
- Vasile Miriuță (Juli 2015 bis September 2015)
- Cristiano Bergodi (September 2015 bis Dezember 2015)
- Petre Grigoraș (Dezember 2015 bis Februar 2016)
- George Ciorceri (März 2016 – Juni 2016)
- Dario Bonetti (Juni 2016 – August 2016)